# Тондабаяші
Тондабая́ші (яп. 富田林市, とんだばやしし, МФА: [tondabajaɕi ɕi̥]?) — місто в Японії, в префектурі Осака.     Отримало статус міста 1950 року. Площа становить 39,66 км². Станом на 1 липня 2012 року населення складало 117 884  осіб, густота населення — 2970 осіб/км².     

## Демографія
Згідно з даними перепису населення Японії, населення Тондабаяші збільшувалось до 2000-го року, після чого почало поступово скорочуватись. Станом на 1 жовтня 2020 року населення складало 108 699 осіб, густота населення — 2737 осіб/км². З яких чоловіків — 50 919 осіб, жінок — 57 780 осіб.

## Історія
Тондабаяші отримала статус міста 1 квітня 1950 року.